# درک مازو-ساکو
درک مازو-ساکو (انگلیسی: Derek Mazou-Sacko؛ زادهٔ ۶ اکتبر ۲۰۰۴) بازیکن فوتبال است.
وی همچنین در تیم ملی فوتبال زیر ۱۸ سال فرانسه بازی کرده‌است.